# Musa griersonii
Musa griersonii är en enhjärtbladig växtart som beskrevs av Henry John Noltie. Musa griersonii ingår i släktet bananer, och familjen bananväxter. Inga underarter finns listade i Catalogue of Life.